# Yamaha GTS 1000
 (août 2012).
Si vous disposez d'ouvrages ou d'articles de référence ou si vous connaissez des sites web de qualité traitant du thème abordé ici, merci de compléter l'article en donnant les références utiles à sa vérifiabilité et en les liant à la section « Notes et références ».
La GTS 1000 est un modèle de motocyclette construite par la firme japonaise Yamaha.

## Histoire

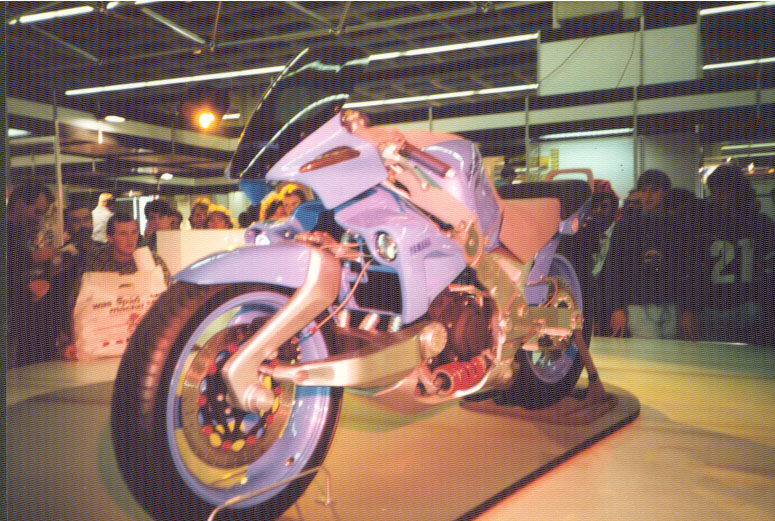
Le prototype Morpho de 1990 qui préfigure la GTS 1000

En 1990, alors que Bimota dévoile la Tesi 1D, version commerciale d'une prototype présenté sept ans plus tôt, Yamaha présente un prototype étonnant : la Morpho. Outre la géométrie variable de la Morpho, la principale innovation est de proposer un bras oscillant et un système de guidage dans le moyeu de la roue à la place de la fourche télescopique. Ce principe est censé annuler l'effet de plongée de la fourche classique lors d'un freinage et de permettre de conserver une meilleure stabilité de la moto.
En 1992, Yamaha présente la GTS 1000 lors du salon de Cologne.
À la place de la traditionnelle fourche avant, la GTS adopte un bras oscillant conçu par James Parker et d'une conception proche de celle de la Bimota Tesi présentée deux ans plus tôt.
Cette technique permet de réduire l'effet de plongée au freinage, d'accroître la rigidité du train avant, de stabiliser l'empattement et, accessoirement, de rendre la dépose de la roue avant plus facile.
Cela se fait malheureusement au détriment d'un rayon de braquage assez grand, d'une direction particulièrement lourde à basses vitesses, et d'un surcoût non négligeable.
Comme la Tesi, la GTS reprend un cadre Ω entourant le moteur pour effectuer la liaison entre les deux bras oscillants avant et arrière. Ce type de cadre ayant pour avantages une largeur contenue, une grande rigidité et une centre de gravité abaissé.

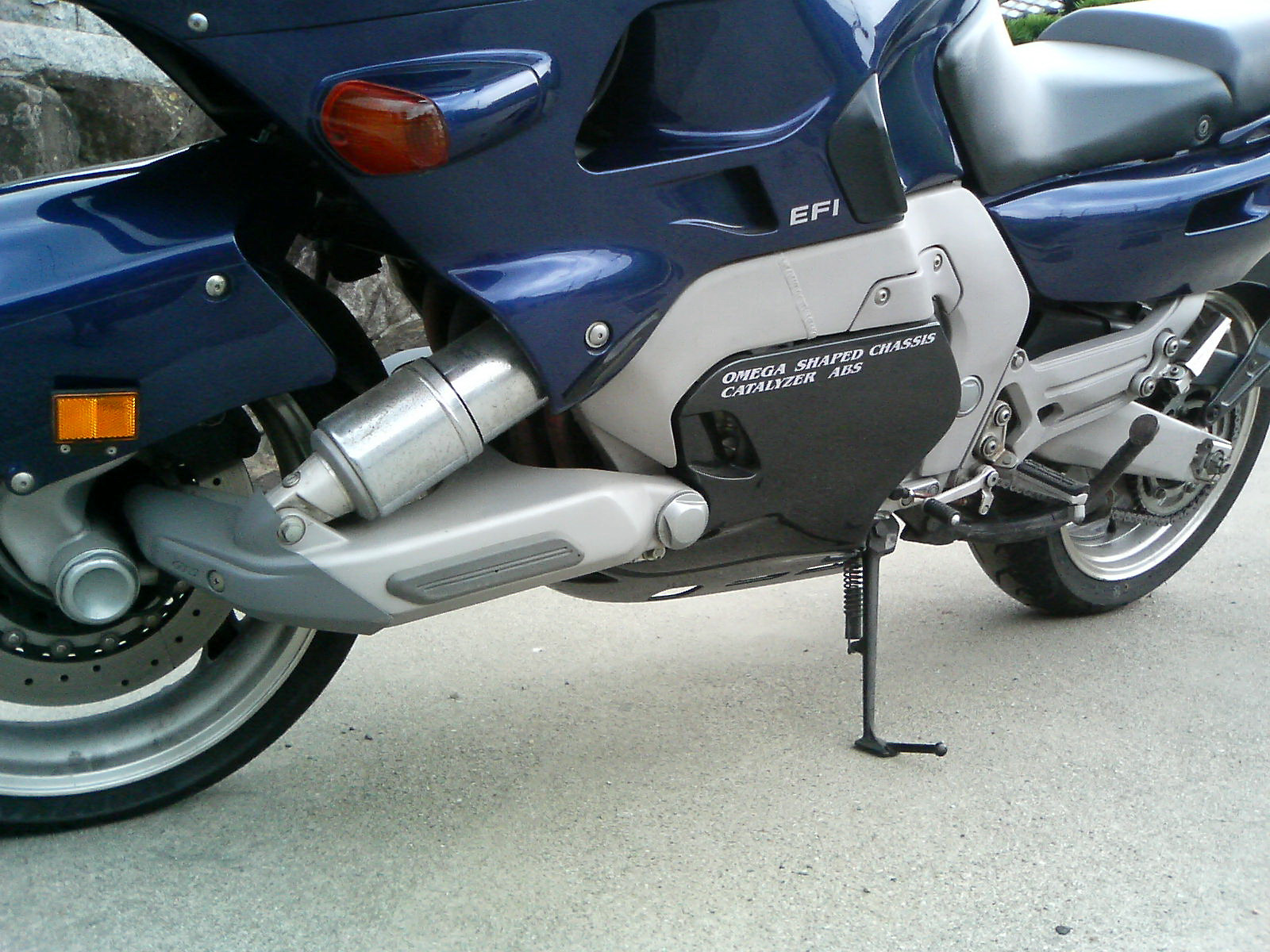
Gros plan sur le combiné de suspension et le bras oscillant avant

Si le monobras a imposé la présence d'un seul disque ventilé, celui-ci de 320 mm pincé par un étrier à 6 pistons opposés se révèle excellent. L'arrière se contente d'un disque ventilé lui aussi mais de 267 mm de diamètre et d'un étrier Tokico à deux pistons opposés. L'effet anti-plongé de la suspension Parker avant permet de maintenir une assiette parfaite et ainsi d'utiliser le frein arrière plus efficacement. Un système anti-blocage des roues (ABS) était également disponible en option, portant le prix de la moto à 12 580 €.
Le moteur est dérivé du moteur de la sportive de l'époque chez Yamaha. Il s'agit d'un 4-cylindres en ligne de 1 000 cm3, provenant de la FZR 1000, reprenant les culasses à 5 soupapes. Il est annoncé pour 100,6 ch (contre 145 pour la FZR 1000), et 10 mkg de couple. Le profil des cames est revu. Il est alimenté par injection électronique. Il perd son système Exup au profit d'un échappement catalytique et d'une sonde lambda. Ces modifications ont pour but de se mettre en conformité avec les futures normes anti-pollution. Normes qui ne verront finalement jamais le jour pour les motos.
Le carénage a été étudié en soufflerie et, combiné au système de suspension très rigide, permet de bénéficier d'une très bonne tenue de cap à haute vitesse. Les clients avaient la possibilité de monter selon leur envie un pare-brise sport ou touring, ce dernier offrant une meilleure protection au détriment de l'aérodynamique.
Le réservoir placé derrière le filtre à l'air abaisse le centre de gravité et améliore la maniabilité, malheureusement diminuée par le gros pneu avant de 130.
En option, il était possible d'équiper la GTS de deux valises latérales (de 34 ou 46 litres) fabriquées par le manufacturier allemand Krauser.
En 1994, Yamaha, écoutant les plaintes des premiers clients, ajoute des protections sur le bras avant.
Malgré d'évidentes aptitudes à voyager, la GTS ne connaîtra qu'un succès d'estime. Le système novateur et le prix assez élevé dérouteront les traditionalistes, tandis que la transmission par chaîne et la position en appui sur les poignets rebuteront les voyageurs.
En 1996, Yamaha prend la décision de retirer la GTS de son catalogue, mais continuera de les distribuer en Europe jusqu'en 1998 et au Japon jusqu'en 1999.
En 2006, le magazine anglais Bike a consacré la GTS au titre de la moto la plus Rare & Cool (devant la Norton F1 à moteur rotatif, la Yamaha YZF-R7, la Moto Guzzi Daytona R1000, et la Ducati 900 SS FE).

## Performances
Les performances de la GTS sont dignes d'une sportive de l'époque.
0 à 100 km/h    = 3"7 (59 m)
0 à 200 km/h    = 16"4 (540 m)
200 m DA        = 7"7 (152 km/h)
400 m DA        = 12"0 (180 km/h)
1000 m DA       = 22"7 (211 km/h)
Ceci étant principalement dû au fait que 92 % du couple est disponible de 5 500 à 9 500 tours par minute, ce qui est une plage anormalement étendue.
Le freinage n'est pas en reste avec un 100 km/h à 0 en à peine 17 mètres.

## Coloris
Officiellement 4 couleurs ont été disponibles.
Vert foncé (Bluish Black Cocktail 1, Yamaha shortcode BBC1), bleu métalisé (Dark Purplish Blue Metallic 2, Yamaha shortcode DPBM 2), ainsi que rouge sombre (Deep Red Cocktail 2, Yamaha shortcode DRC2) de 1993 à 1997.
Une version bicolore noire et rouge de 1998 à 1999.
La partie grise du carénage ainsi que la couleur du cadre varient en fonction de la couleur de la moto.

## Code modèle 98
En fonction de sa destination, les GTS recevront des codes différents sous la forme ****-***. Les quatre premiers chiffres représentant la série, les trois suivant la destination.
| 4BH6         | 4FE6           | 4FV5 & 4FV6  |
| ------------ | -------------- | ------------ |
| 020 Belgique | 020 Belgique   | 010 Suisse   |
| 040 Danemark | 040 Danemark   | 020 Autriche |
| 050 Finlande | 050 Angleterre |              |
| 060 Grèce    | 060 Grèce      |              |
| 070 Italie   | 070 Irlande    |              |
| 080 Hollande | 080 Italie     |              |
| 090 Norvège  | 090 Hollande   |              |
| 100 Portugal | 100 Norvège    |              |
| 110 Suède    | 110 Portugal   |              |
|              | 120 Suède      |              |